# 中国共产党北京市纪律检查委员会
中国共产党北京市纪律检查委员会，简称中共北京市纪委，是中国共产党的省级纪律检查机关，与北京市监察委员会合署办公。

## 历届组成人员
- 书记：陈雍（2018年10月—2021年7月）

第十三届市纪委（2022年6月至今）
- 书记：陈健
- 副书记：张铁军、韩索华（—2023年9月22日）、杨玉香、王向明、张丽红（2023年9月22日—）